# مطبخ آيسلندي
يمتلك المطبخ الآيسلندي تاريخًا طويلًا. تعدّ اللحوم (خاصة لحم الضأن)، ومنتجات الألبان، والأسماك من العناصر الأساسية في المطبخ الآيسلندي، نظرًا لأن سكان آيسلندا عاشوا تقليديًا بالقرب من الساحل. تشمل الأطعمة الشهيرة في آيسلندا: السكير (نوع من منتجات الألبان المشابهة للزبادي)، هانجيكيوت (لحم الضأن المدخن)، كلينور (معجنات مقلية)، لاوفابرويث (خبز رقيق ومقرمش)، وبولور (كعك صغير).

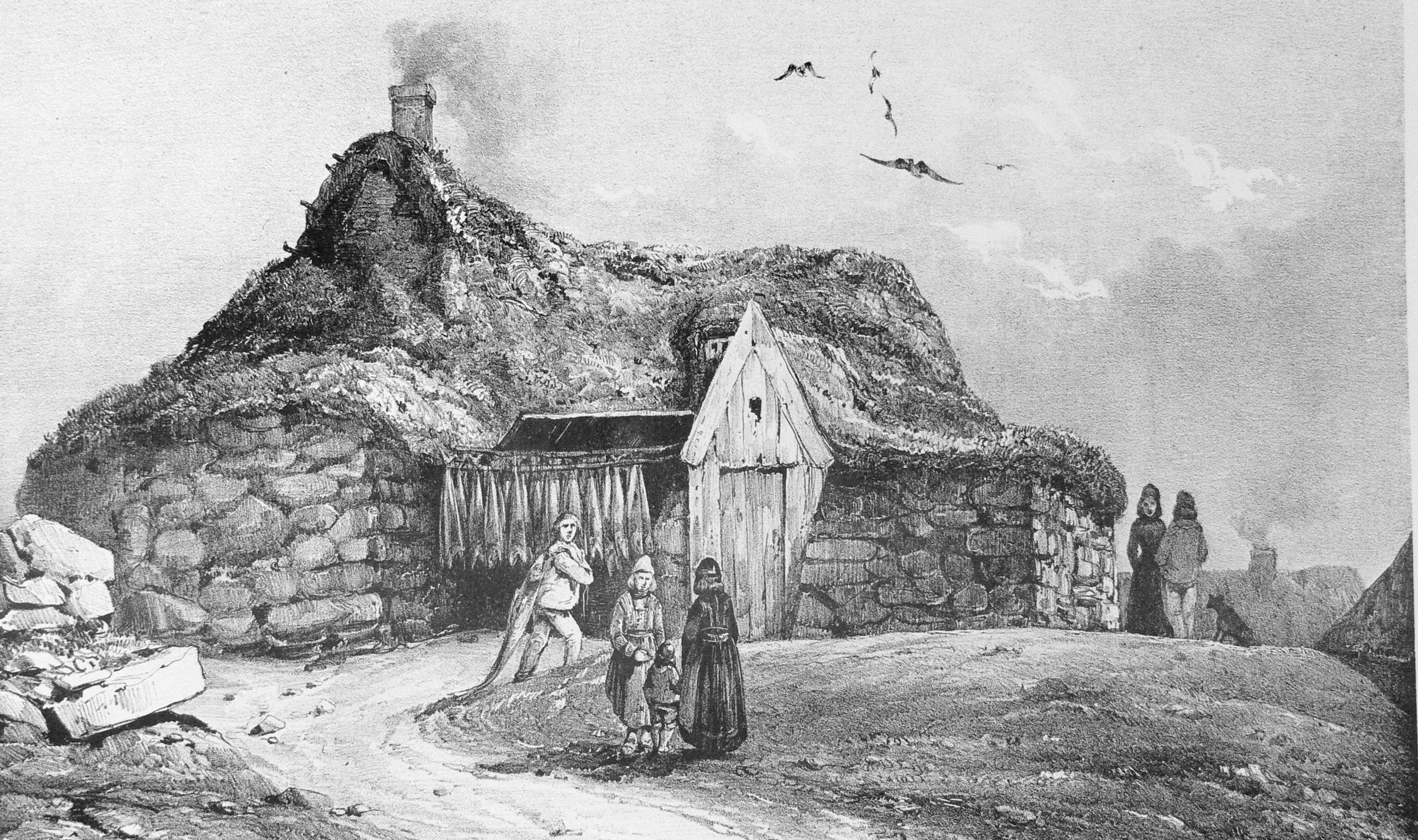
كوخ صياد في ريكيافيك عام 1835 مع الأسماك المعلقة بالخارج للتجفيف. لا تزال الأسماك المجففة بالرياح تحظى بشعبية في أيسلندا.

كما يُعتبر ثوراماتور طبقًا تقليديًا يُقدّم في مهرجانات منتصف الشتاء المعروفة باسم ثورابلوت، ويتكون من مجموعة متنوعة من اللحوم والأسماك المحفوظة تقليديًا، يتم تقديمها مع روغبراويد (خبز الجاودار الداكن والكثيف الحلو) وبرينيفين (مشروب أكفافيت آيسلندي). تعود نكهات هذه الأطعمة التقليدية إلى طرق حفظها القديمة مثل التخليل في مصل اللبن المخمر أو الماء المالح، أو التجفيف والتدخين.
يميل الطهاة الآيسلنديون المعاصرون إلى التركيز على جودة المكونات المتوفرة بدلًا من الالتزام بأساليب الطهي التقليدية. وتتميز العديد من المطاعم في آيسلندا بتخصصها في المأكولات البحرية. في مسابقة الطهاة السنوية الطعام والمرح (التي تُعقد منذ عام 2004)، يبتكر المتسابقون أطباقًا جديدة باستخدام مكونات طازجة منتجة محليًا. ومن أهم ما يفخر به المطبخ الآيسلندي جودة لحم الضأن والمأكولات البحرية، وأيضًا السكير الذي نال شهرة حديثة.
تشمل المكونات المحلية الأخرى الطيور البحرية والطيور المائية (بما في ذلك بيضها)، السلمون والسلمون المرقط، التوت البري، التوت الأزرق، الراوند، طحلب آيسلندا، الفطر البري، الزعتر البري، الكاشم الرومي، نبتة أنجليكا، الأعشاب البحرية المجففة، ومجموعة واسعة من منتجات الألبان.
ونظرًا لتاريخ الاستيطان في مناخ قاسٍ، تهيمن المنتجات الحيوانية على المطبخ الآيسلندي. ومع ذلك، فقد تطورت الأذواق الشعبية لتقترب من المعايير الأوروبية، على سبيل المثال، شهد استهلاك الخضروات زيادة كبيرة في العقود الأخيرة، بينما انخفض استهلاك الأسماك. ومع ذلك، لا يزال استهلاك الأسماك في آيسلندا أعلى بكثير من أي بلد متقدم آخر، حيث يبلغ نحو أربعة أضعاف المتوسط العالمي.

## تاريخ
جذور المطبخ الآيسلندي تعود إلى تقاليد المطبخ الإسكندنافي، حيث إن الثقافة الآيسلندية منذ استيطانها في القرن التاسع تُعد ثقافة نوردية بامتياز، مع اقتصاد تقليدي يعتمد على الزراعة المعاشية. شهد تاريخ آيسلندا عدة أحداث ذات أهمية خاصة لمطبخها. مع تحولها إلى المسيحية في عام 1000، جاءت تقاليد الصيام وحظر استهلاك لحوم الخيول. لكن الأكثر تأثيرًا في الزراعة وإمدادات الطعام كان بداية العصر الجليدي الصغير في القرن الرابع عشر. لم يعد بإمكان المزارعين زراعة الشعير واضطروا للاعتماد على الواردات لتأمين أي نوع من الحبوب. كما أدى تبريد المناخ إلى تغييرات مهمة في الإسكان والتدفئة: فقد استُبدلت البيوت الطويلة للمستوطنين الأوائل، التي تحتوي على قاعة واسعة، بمنازل العشب الآيسلندية ذات الغرف الأصغر، بما في ذلك مطبخ حقيقي. وقد استُخدم هذا النوع من المساكن حتى القرن العشرين.
غالبًا ما يستخدم المؤرخون الإصلاح الديني الذي بدأ عام 1517 كنقطة انتقال بين العصور الوسطى والفترة الحديثة المبكرة في تاريخ آيسلندا. استمرت الزراعة في آيسلندا بالممارسات التقليدية منذ القرن الرابع عشر وحتى أواخر القرن الثامن عشر، عندما أُجريت إصلاحات نتيجة تأثير عصر التنوير. وكان لاحتكار التجارة الذي فرضه ملك الدنمارك في عام 1602 تأثير معين على التقاليد الغذائية. لكن المطبخ الدنماركي كان له التأثير الأكبر في القرن التاسع عشر وبداية القرن العشرين، حين كانت هناك علاقات وثيقة بين البلدين. وفي أوائل القرن العشرين، أدى الازدهار الاقتصادي القائم على الصيد التجاري ومعالجته إلى انتقال بطيء من الأطعمة التقليدية المعتمدة على الألبان واللحوم إلى استهلاك الأسماك والخضروات الجذرية. كما بدأت الأطعمة المحفوظة تُستبدل مع التركيز بشكل أكبر على المكونات الطازجة.

### آيسلندا في العصور الوسطى

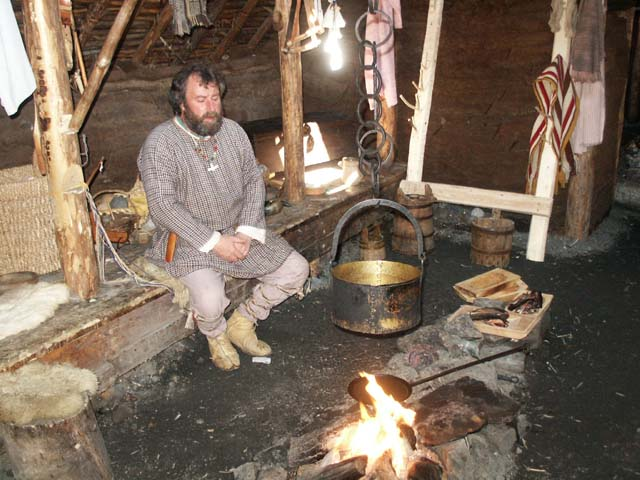
الجزء الداخلي من منزل طويل من العصور الوسطى تم إعادة إنشائه في لانس أو ميدوز في نيوفندلاند

عندما استقر المهاجرون القادمون من الدول الإسكندنافية ومستعمرات الفايكنج في الجزر البريطانية في آيسلندا، جلبوا معهم أساليبهم الزراعية وتقاليد الطعام الخاصة بالشماليون. تشير الأبحاث إلى أن مناخ آيسلندا كان أكثر اعتدالًا خلال العصور الوسطى مما هو عليه الآن، وتُشير المصادر إلى زراعة الشعير والشوفان. كان معظم هذا الإنتاج يُستهلك كعصيدة أو يُستخدم لصنع الجعة.
كانت الأبقار هي الحيوان الزراعي الرئيسي، ولكن المزارع كانت تُربي أيضًا الدواجن والخنازير والماعز والخيول والأغنام. ومنذ ذلك الوقت، تطورت سلالات الدواجن والخيول والأغنام والماعز التي أُدخلت إلى آيسلندا في عزلة، دون تأثرها بالتربية الانتقائية الحديثة. ولهذا السبب، تُعرف أحيانًا باسم سلالات الاستيطان أو سلالات الفايكنج.

#### طرق حفظ الطعام
كان السمك يُحفظ باستخدام الملح، وقبل انتشار الموت الأسود، كانت آيسلندا تُصدر سمك الستوكفيش إلى سوق السمك في برغن. ومع ذلك، يبدو أن الملح كان أقل وفرة في آيسلندا مقارنة بالنرويج. وكانت صناعة الملح تُمارس أساسًا بغلي مياه البحر أو حرق الأعشاب البحرية، لكنها اختفت تدريجيًا عندما تسبب الرعي الجائر في نقص الأخشاب في معظم أنحاء البلاد في القرن الرابع عشر. وبدلًا من استخدام الملح للحفظ، بدأ سكان آيسلندا بحفظ اللحوم في مصل اللبن المخمر. كانت هذه الطريقة معروفة أيضًا في النرويج، لكنها لم تحظ بأهمية كبيرة هناك.
كشفت الحفريات الأثرية في المزارع التي تعود للعصور الوسطى عن وجود ثقوب دائرية كبيرة في غرف التخزين، حيث كانت تُحفظ البراميل التي تحتوي على حمض اللاكتيك. وتشير قصتان من العصور الوسطى إلى رجال أنقذوا حياتهم أثناء حريق في منازلهم بالبقاء مغمورين داخل برميل الحمض. استخدم سكان آيسلندا في العصور الوسطى التخمير لحفظ كل من السمك واللحوم، وهي طريقة تُغير طعم الطعام بشكل كبير، مما يجعله شبيهًا بالجبن القوي جدًا. ولا تزال طريقة التخمير تُستخدم لحفظ سمك القرش، وسمك الراي، والرنكة. كما تُعتبر البيضات المخمرة من الأطباق المحلية النادرة التي أصبحت نادرة الوجود حاليًا.
كانت عملية التدخين وتجفيف اللحوم والأسماك تُمارس أيضًا، على الرغم من أن تجفيف اللحوم كان يُعتبر خيارًا أخيرًا في حالات الضرورة.

#### الجبن
صُنِعَ الجبن من حليب الماعز والأغنام، بالإضافة إلى حليب الأبقار. كان سكاير [الإنجليزية]، وهو نوع من الجبن الطري يشبه الزبادي ويؤكل بالملعقة، تقليدًا أُحضر إلى آيسلندا من النرويج. وقد بقي هذا التقليد حيًا فقط في آيسلندا. كان مصل اللبن المتبقي من صنع السكاير يُترك ليتحوّل إلى طعم حامض ويُستخدم لتخزين اللحوم. من المحتمل أن هيمنة السكاير في المطبخ الآيسلندي تسببت في اختفاء تقاليد صناعة الجبن الأخرى في العصر الحديث، حتى بدأت صناعة الجبن الصناعية في النصف الأول من القرن العشرين. كانت صناعة الجبن جزءًا من الزراعة في المناطق الجبلية، حيث كانوا يعيشون في أكواخ جبلية في المرتفعات خلال أواخر الربيع. هناك، كان المزارعون يفصلون صغار الماعز أو الحملان عن أمهاتها من أجل حلب البالغات. وغالبًا ما كانوا يصنعون الجبن بينما لا يزالون في المرتفعات، حيث تعكس النكهات الأعشاب الجديدة التي نبتت في تلك الفترة.

#### الطبخ والوجبات

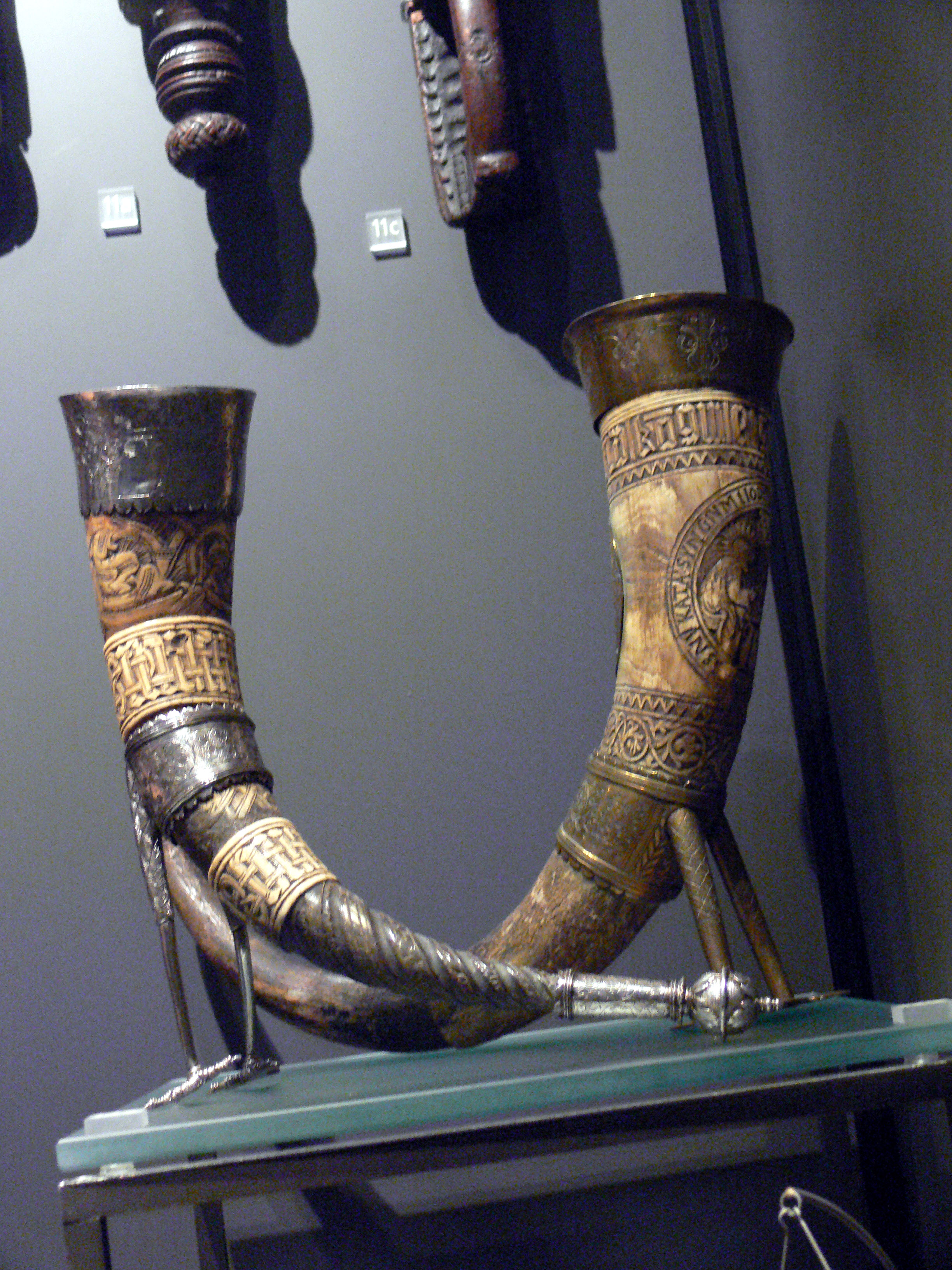
قرنا شرب آيسلنديين من حوالي 1600 في المتحف الوطني الدنماركي.

كانت المنازل الطويلة [الإنجليزية] للمستوطنين الأوائل تحتوي عادةً على نار طويلة في المنتصف لتدفئة المنزل. حول هذه النار، كانت تُحفَر حُفَر في الأرض لتُستخدم كأفران ترابية لخبز الخبز وطهي اللحوم. كانت النساء يضعن العجين أو اللحم في الحفرة مع الجمر الساخن من النار، ويغطينها بإحكام للمدة المطلوبة. كما كانوا يغْلُون السوائل في أوعية خشبية عن طريق وضع حجارة ساخنة من النار مباشرة في السائل، وهي ممارسة استمرت حتى العصر الحديث. كانت هناك مواقد حجرية منخفضة تحيط بالنار، ولكن الطهي كان يتم في الغالب على الأرض.
في القرن الرابع عشر، تم تطوير المنازل العشبية الآيسلندية تدريجيًا لتحل محل المنازل الطويلة. تضمنت هذه المنازل مطبخًا به موقد حجري مرتفع يُستخدم للطهي ويُعرف باسم هلودير (hlóðir). ومع برودة المناخ خلال العصر الجليدي الصغير، أصبح من المستحيل زراعة الشعير، وحلت الأغنام محل الماشية الأكثر تكلفة باعتبارها الماشية الأساسية. واعتمدت آيسلندا على الواردات للحصول على جميع أنواع الحبوب. نظرًا لنقص الحطب، لجأ الناس إلى استخدام الخث، والروث، ونبات السميسم المجفف كوقود.
في آيسلندا في العصور الوسطى، كان الناس يتناولون وجبتين يوميًا: الغداء في الظهر، والعشاء في نهاية اليوم. كان الطعام يُؤكل من أوعية، وكانت الأقداح الخشبية المزودة بأغطية مفصلية تُستخدم للشرب. وفيما بعد، تطورت هذه الأقداح إلى براميل منتفخة تُستخدم لتقديم الطعام. أما الطبقات العليا، فكانت تستخدم قرون شرب مزخرفة بشكل متقن في المناسبات الخاصة. كانت الملاعق هي أداة الطعام الأكثر شيوعًا، وصُنعت غالبًا من العظم أو القرون، وزُينت أحيانًا بنقوش. باستثناء الولائم، حيث تُوضَع الطاولات، كان الناس يأكلون طعامهم وهم جالسون على أسرتهم التي كانت تصطف على طول الجدران الخارجية للمنزل. بالإضافة إلى معالجة المحاصيل واللحوم والطهي، كانت زوجة المزارع تُوزِّع الطعام بين أفراد العائلة والأصدقاء. وفي الأسر الغنية، كان هذا الدور يُوكل إلى خادم خاص يُعرف باسم بريتي (bryti).

### الحقبة الحديثة المبكرة
اعتمدت الزراعة المعاشية في آيسلندا من العصور الوسطى وحتى القرن العشرين على فترة إنتاج قصيرة (فصل الصيف) مقارنةً بفترة البرد الطويلة. باستثناء الصيد العرضي، كان على الطعام المُنتَج خلال الأشهر الثلاثة من الصيف (بما في ذلك حفظ اللحوم والأجبان) أن يكفي لتسعة أشهر من الشتاء. قدّر الباحثون أن آيسلندا، بناءً على هذه الأساليب المعيشية، كانت تستطيع دعم حوالي 60,000 نسمة. على مدى قرون، لم تتغير أساليب الزراعة كثيرًا، وكان الرجال يقومون بالصيد باستخدام الصنانير والخيوط من قوارب التجديف المصنوعة من الخشب الطافي. كان المزارعون يمتلكون القوارب، لذلك كان الصيد يقتصر على الفترات التي لم تكن فيها حاجة للعمال في أعمال المزرعة. لم يكن السمك مجرد غذاء، بل كان أيضًا سلعة تجارية تُبادل بالمنتجات التي تحملها السفن التجارية الأجنبية. كان السكان يعتمدون على التجارة للحصول على الحبوب، مثل الشيلم والشوفان، التي كان ينقلها التجار الدنماركيون إلى آيسلندا.
حتى القرن التاسع عشر، كان معظم المزارعين الآيسلنديين من المستأجرين على أراضٍ مملوكة للنخبة الآيسلندية، أو الكنيسة الكاثوليكية، أو (خاصةً بعد مصادرة أراضي الكنيسة خلال الإصلاح البروتستانتي) للملك الدنماركي. كان المستأجرون يستخدمون فائض الأسماك، والشحم، والزبدة لدفع الإيجارات لأصحاب الأراضي.
تطورت فروقات إقليمية كبيرة في الزراعة المعاشية بناءً على قرب السكان من الساحل أو المناطق الداخلية. في شمال البلاد، تزامنت فترة الصيد الرئيسية مع موسم جمع العشب في الخريف، مما أدى إلى قلة تطوير الصيد بسبب تركيز العمال على جمع العشب. أما في الجنوب، فكانت فترة الصيد الرئيسية تمتد من فبراير إلى يوليو. وصف بعض المؤرخين المجتمع الآيسلندي بأنه مجتمع زراعي محافظ للغاية. بسبب الحاجة إلى العمالة الزراعية خلال الصيف القصير، عارض المزارعون وأصحاب الأراضي إنشاء قرى صيد. كان الصيد يُعتبر أكثر خطورة مقارنة بالزراعة، وأصدر البرلمان الآيسلندي ألثينغي العديد من القرارات التي تقيد أو تمنع المستأجرين الذين لا يملكون أراضٍ من العيش في القرى الساحلية لممارسة الصيد.

#### التجارة الخارجية

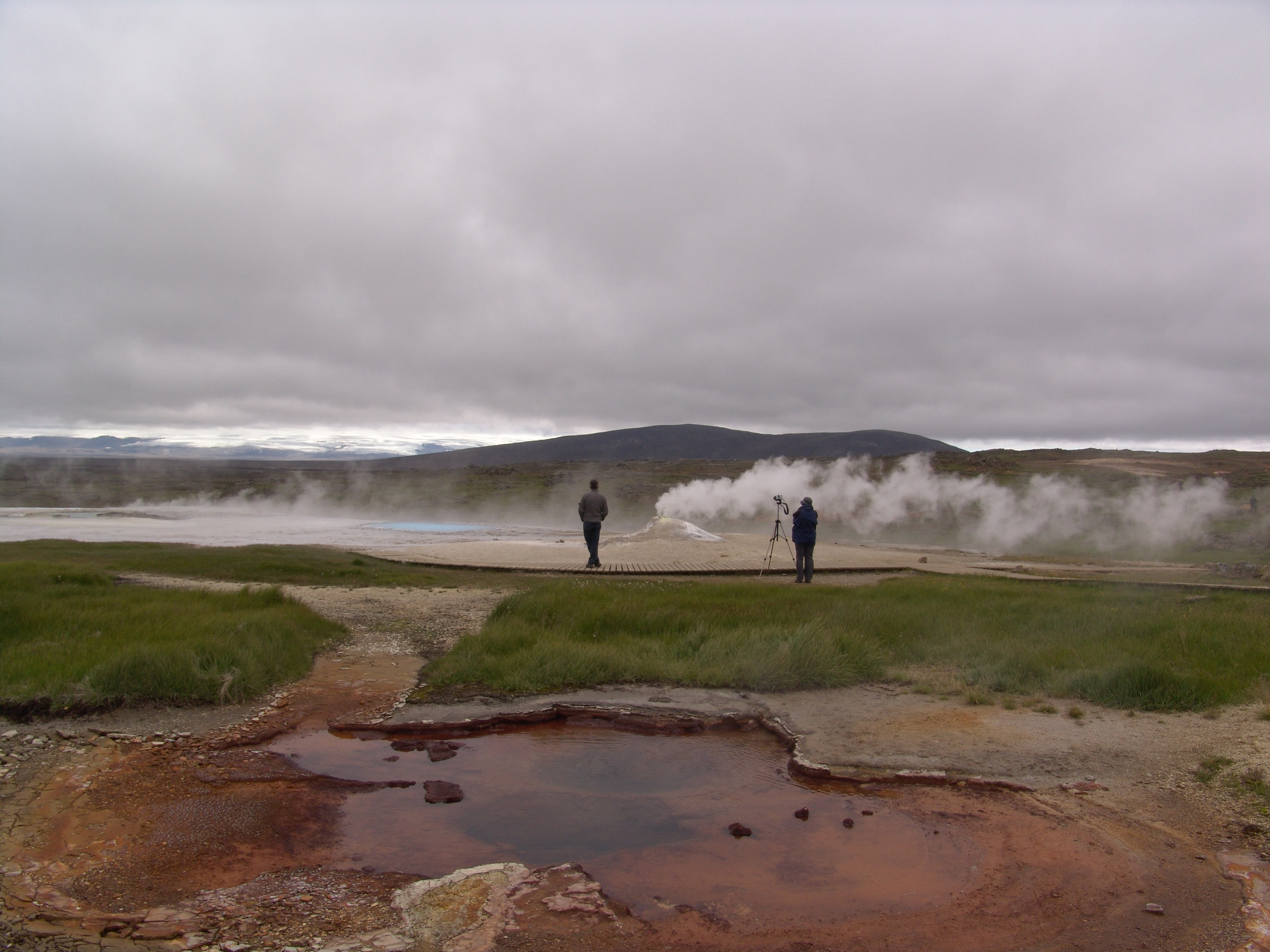
يعد طهي البيض واللحوم الصغيرة وحتى الخبز في الينابيع الساخنة من السمات المميزة للمطبخ الأيسلندي.

نظرًا لهيمنة الزراعة المعاشية في آيسلندا، كان هناك نقص في التخصص والتجارة بين المزارع. وكما ورد في بعض الساغات الآيسلندية، بدا أن التجارة المحلية كانت تُعتبر شكلاً من أشكال الربا منذ عصر الاستيطان. ومع ذلك، كانت التجارة مع السفن التجارية الأجنبية نشطة وحيوية للاقتصاد، خاصة لتوفير الحبوب والعسل والكحول، وفيما بعد التبغ. توقفت سفن الصيد القادمة من المناطق الساحلية في أوروبا للحصول على الإمدادات في الموانئ الآيسلندية، وتبادلت ما كان لديها مع السكان المحليين. وشمل ذلك البيرة المتقادمة، ولحم الخنزير المملح، والبسكويت، والتبغ الممضوغ، مقابل القفازات الصوفية المحبوكة، والأغطية، وغيرها. كما كانت السفن التجارية تصل أحيانًا من هولندا وألمانيا وإنجلترا واسكتلندا وأيرلندا وفرنسا وإسبانيا، لبيع منتجاتها، خاصة مقابل الأسماك المجففة (stockfish). تظهر صورة سفينة بارزة في الختم الملكي لآيسلندا.
في عام 1602، قام ملك الدنمارك، القلق من أنشطة السفن الإنجليزية والألمانية في المياه التي كان يعتبرها إقليمية، بفرض احتكار تجاري في آيسلندا، مما قيد التجارة بالتجار الدنماركيين فقط. وكان مطلوبًا منهم إرسال سفن تجارية بانتظام إلى آيسلندا محملة بالبضائع التي يحتاجها البلد. ورغم أن التجارة غير القانونية ازدهرت في القرن السابع عشر، إلا أن الحكومة فرضت إجراءات أكثر صرامة لتطبيق الاحتكار بدءًا من عام 1685. استمر الاحتكار حتى عام 1787. ونتيجة لذلك، قام المزارعون الآيسلنديون بزراعة نوع من الشيلم كان شائعًا في الدنمارك، كما تم إدخال برينيفين (brennivín)، وهو نوع من مشروب أكفافيت مصنوع من الشيلم. وقد حلت هذه المنتجات محل الحبوب الأخرى والبيرة.

#### الحبوب

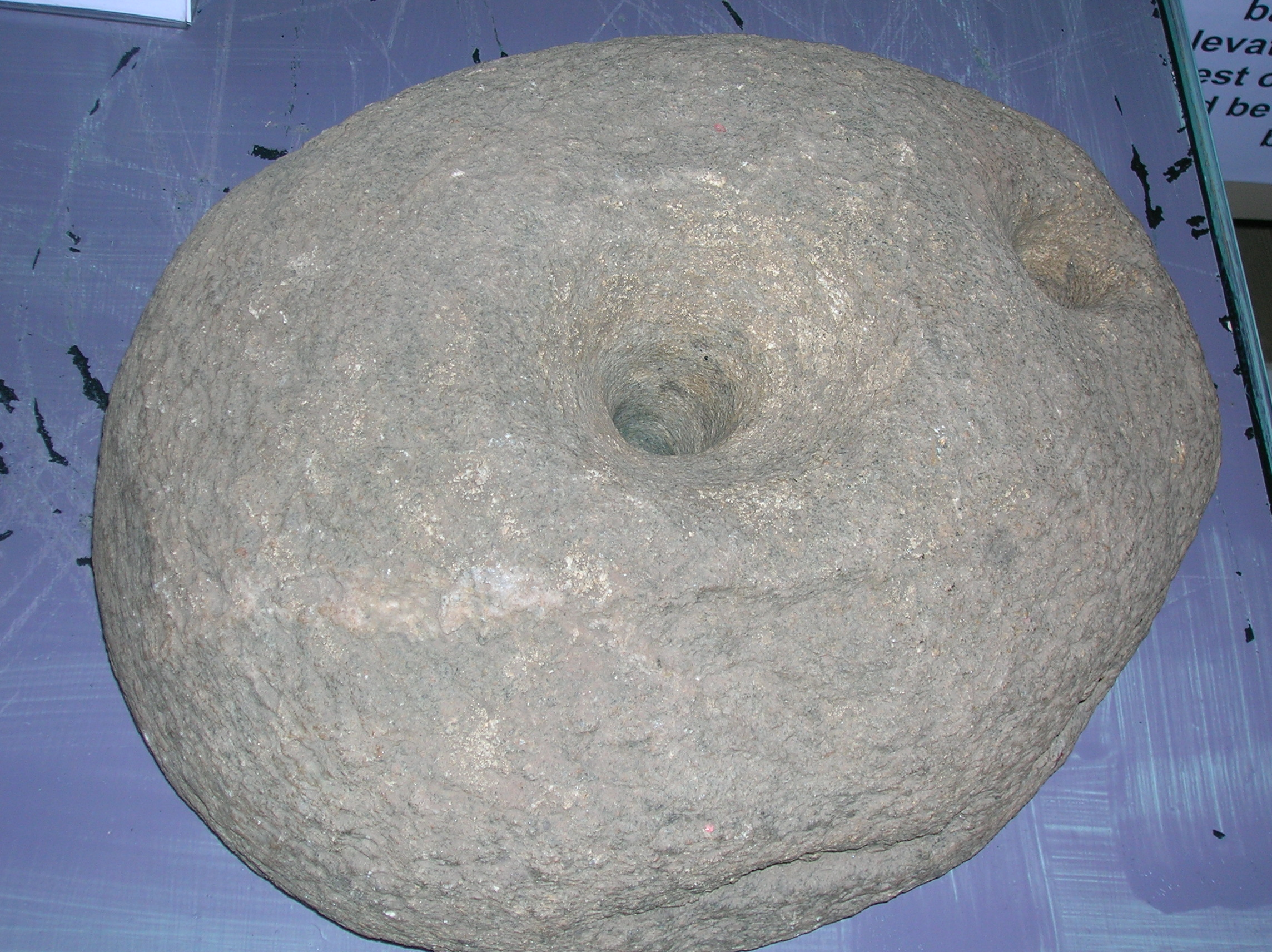
حجر طحن من اسكتلندا. كانت تستخدم أحجار مماثلة في آيسلندا لطحن الذرة وتحويلها إلى دقيق.

كانت أنواع الخبز المختلفة تُعتبر من الكماليات بين عامة الناس، على الرغم من أنها لم تكن نادرة. كان الذرة المشتراة من التجار تُطحن باستخدام حجر الرحى (الذي يُسمى kvarnarsteinn في الآيسلندية) وتُخلط مع الطحالب البحرية المجففة (الدلسي) والأشنيات. أحيانًا كان يتم غليها في الحليب وتُقدم كعصيدة رقيقة. يمكن أيضًا خلط العصيدة مع السكير لتشكيل طبق السكاير المقلي (skyrhræringur).
كان النوع الأكثر شيوعًا من الخبز هو خبز القدر المعروف باسم رغبراود (rúgbrauð)، وهو خبز داكن وكثيف مصنوع من الجاودار. يمكن خبزه أيضًا عن طريق دفن العجين في براميل خشبية خاصة تحت الأرض بالقرب من ينابيع ساخنة وتركه حتى اليوم التالي. يتميز الخبز المخبوز بهذه الطريقة بمذاق طفيف من الكبريت.
كان السمك المجفف مع الزبدة يُقدَّم مع جميع وجبات اليوم، ويُستخدم بنفس الطريقة التي يُعتبر بها "الخبز اليومي" في أوروبا.

### الحداثة

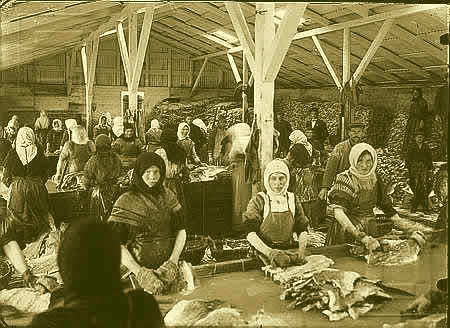
نساء ينتجن الأسماك المملحة للتصدير في ريكيافيك في عشرينيات القرن العشرين.

وقعت كارثة بركان لاكي، التي تعد من أعظم الكوارث الطبيعية التي ضربت آيسلندا بعد استيطانها، في عام 1783. قبل عشر سنوات من ذلك، تم رفع الحظر عن التجار الدنماركيين المقيمين في آيسلندا وفي العام التالي تم إنهاء احتكار التجارة. أصبح بعض التجار الدنماركيين مقيمين، وبعض الآيسلنديين أصبحوا تجارًا بأنفسهم.
أدت الحروب النابليونية (1803–1815) إلى إبتعاد السفن التجارية. مما سبب نقص في السلع التجارية. وبسبب هذا، بدأ الآيسلنديون بالتركيز على إنتاج واستهلاك الخضروات المحلية التي تزرع خلال موسم النمو القصير. في القرن التاسع عشر، كان لكل من القومية والمدارس الخاصة بالنساء دور كبير في توثيق الطرق التقليدية وتشكيل المطبخ الآيسلندي الحديث.

#### التأثير الدنماركي
أول كتب الطهي المكتوبة التي تم نشرها باللغة الآيسلندية كانت مجموعات من الوصفات الدنماركية التي نشرت في القرن الثامن عشر. كان الغرض منها هو تقديم المأكولات الراقية من الدنمارك والنرويج لأقرانهم في آيسلندا. كانت بعض الوصفات تحتوي على "نسخة للفقراء"، باستخدام مكونات أرخص لعمال المزارع والخدم. كان المطبخ الدنماركي يؤثر في آيسلندا قبل ذلك من خلال التجارة.
بالإضافة إلى ذلك، كان التجار الدنماركيون الذين استقروا في آيسلندا بعد رفع الحظر في عام 1770 غالبًا ما يديرون أسرًا كبيرة تتسم بمزيج من العادات الدنماركية والآيسلندية. بدأت ريكيافيك، التي تطورت كقرية في نهاية القرن الثامن عشر، تنمو وتصبح مركزًا لامتزاج التقاليد الطهو الآيسلندية والدنماركية. شكلت قرى الصيد في القرن التاسع عشر، العديد منها بالقرب من الموانئ التجارية، التي كانت في السابق تحتوي على ميناء طبيعي فقط ومستودع مغلق بالقرب منها. كان التأثير الدنماركي أكثر وضوحًا في صناعة المعجنات، حيث كانت هناك تقاليد محلية قليلة في هذه الحرفة. بدأ الخبازون الدنماركيون بالعمل في بداية القرن العشرين في ريكيافيك وأكوريري. بعض تقاليد صناعة المعجنات الدنماركية استمرت في آيسلندا لفترة أطول من الدنمارك.

#### الخضروات
في أواخر القرن السابع عشر، بدأ بعض المزارعين بزراعة أول حدائق الخضروات، لكن زراعة الخضروات لم تصبح شائعة حتى أوائل القرن التاسع عشر، عندما تسببت الحروب النابليونية في ابتعاد السفن التجارية. كان الدنماركيون المقيمون الذين جلبوا معهم تقليد حدائق الخضروات عادةً أول من بدأ في زراعة الخضروات. تشمل الخضروات الشائعة في الحدائق في تلك الفترة أصنافًا قوية من الكرنب، واللفت، والروتا باغة، والبطاطا. كانت تُحضر عمومًا في آيسلندا كمرفقات مسلوقة مع اللحوم والأسماك، وأحيانًا يتم هرسها مع الزبدة.

#### مدارس الفتيات
في النصف الأول من القرن العشرين، تم تأسيس العديد من مدارس الاقتصاد المنزلي التي كانت تهدف إلى تعليم الفتيات في آيسلندا. وفي هذه المدارس، وخلال فترة من الحماس الوطني، تم توثيق العديد من تقاليد الطهو الآيسلندية من قبل الطالبات. تم نشر هذه التقاليد في مجموعات وصفات كبيرة بعد بضع سنوات. في وقت لاحق، كان التركيز على سلامة الغذاء واستخدام المكونات الطازجة أمرًا جديدًا في بلد كانت تقاليد الطهو فيه تعتمد على الحفاظ على الطعام لاستخدامه على المدى الطويل.
بدأ الاقتصاد الحديث في التوسع، استنادًا إلى تصدير الأسماك. رفضت الأجيال الحديثة العديد من الأطعمة التقليدية، واحتضنت مفهومي "الطزاجة" و"النقاء" المرتبطين بالمكونات البحرية، خاصة عند تسويقها في الخارج. خلال طفرة التحضر في أواخر الأربعينيات، شكل العديد من الآيسلنديين جمعيات إقليمية في ريكيافيك. كأخويات، قاموا بإحياء بعض التقاليد الريفية القديمة. نظمت هذه الجمعيات مهرجانات منتصف الشتاء، حيث بدأوا بتقديم "الطعام الآيسلندي"، وهو الطعام التقليدي الريفي الذي يتم تقديمه في بوفيه. أصبح هذا لاحقًا يسمى "ثوراماتور".

#### التعاونيات
في بداية القرن العشرين، كان المزارعون المقيمون بالقرب من المدن يبيعون منتجاتهم للمتاجر والمنازل مباشرة، وغالبًا من خلال عقد اشتراك. لمواجهة الكساد الكبير في عام 1930، أنشأت الحكومة الآيسلندية احتكارًا حكوميًا على العديد من الواردات، بما في ذلك الخضروات. منحت التعاونيات الزراعية الإقليمية، التي تم تأسيس معظمها في بداية القرن العشرين، احتكارًا في إنتاج الألبان واللحوم للسوق الاستهلاكية. مما يعني أن المنتجين الخاصين الأصغر أصبحوا خارج العمل.
كانت التعاونيات الكبيرة تعتبر قادرة على تطبيق اقتصاديات الحجم في الإنتاج الزراعي. استثمرت في منشآت إنتاج تتماشى مع معايير النظافة الغذائية الحديثة. لا تزال هذه التعاونيات تهيمن على الإنتاج الزراعي في آيسلندا ولا يوجد لها منافس تقريبًا. وقد قادوا تطوير المنتجات، خاصة في منتجات الألبان. على سبيل المثال، يروجون لمشروبات حلوة من مصل اللبن ونسخ من المنتجات التقليدية. إحدى هذه المنتجات هي "Skyr.is"، وهي نسخة كريمية وأحلى من السكير، مما زاد من شعبية هذه الوجبة الأساسية القديمة.

#### الصيد
بدأ الصيد على نطاق صناعي باستخدام القوارب المجهزة بالشباك قبل الحرب العالمية الأولى. أصبح السمك الطازج سلعة رخيصة في آيسلندا وأصبح عنصرًا أساسيًا في طعام قرى الصيد حول البلاد. حتى حوالي عام 1990، أظهرت الدراسات أن الآيسلنديين كانوا يستهلكون سمكًا أكثر من أي دولة أوروبية أخرى. ومع ذلك، منذ ذلك الحين، تسبب ارتفاع أسعار السمك بشكل حاد في انخفاض الاستهلاك.

## روابط خارجية
- مركز الطعام، جمعية أيسلندية مخصصة لتاريخ مطبخ ريكيافيك. باللغة الآيسلندية
- دليل المتسوق للطعام الأيسلندي، ملخص إعلامي مقدم من جمعية المزارعين في أيسلندا. باللغة الإنجليزية
- ماذا أكلوا؟ مقال عن الطعام الأيسلندي في العصور الوسطى. باللغة الإنجليزية